# Fatuma Roba
Fatuma Roba, etiopska atletinja, * 18. december 1973. 
Sodelovala je na atletskem delu poletnih olimpijskih igrah leta 1996 in osvojila naslov olimpijske prvakinje v maratonu.